# حسن آباد لایین نو
حسن‌آباد لائین نو  شهری از توابع بخش و مرکز بخش هزارمسجد در شهرستان کلات استان خراسان رضوی ایران است.
1. ↑  پایگاه وزارت کشور (۲۰۲۱-۰۷-۰۶). «وزیر کشور با تبدیل روستای حسن آباد به شهر موافقت کرد». https://moi.ir. پیوند خارجی در |وبگاه= وجود دارد (کمک)[پیوند مرده]